# 寛平の治
寛平の治（かんぴょうのち）は、平安時代中期（9世紀後期）の宇多天皇の治世を理想視した呼称。寛平は宇多天皇の治世の元号である。

## 概要
宇多天皇は、891年（寛平3年）の関白藤原基経の死後摂関を置かず、源能有を事実上の首班として藤原時平と菅原道真、平季長等の近臣を重用し各種政治改革を行った。近年の研究では、従来から言われていた894年（寛平6年）の遣唐使廃止や896年（寛平8年）の造籍、私営田抑制、滝口武者の設置等に加え、国司に一国内の租税納入を請け負わせる国司請負や、位田等からの俸給給付等を民部省を通さずに各国で行う等、国司の権限を強化する改革を次々と行ったとされている。また、天皇親政が行われた治世と評価されたが、摂関不設置は阿衡事件（阿衡の紛議）に懲りた宇多天皇が皇族を母とする藤原氏腹でない天皇であったことと、藤原氏長者時平がまだ若かったことが原因とされている。
897年（寛平9年）、宇多天皇は皇太子敦仁親王（醍醐天皇）に譲位し、その2年後に自ら造立した仁和寺で出家し法皇と称したが、病気がちの醍醐天皇に代わって、実際の政務を執っていたという説もある。
「延喜・天暦の治」と賞せられる醍醐天皇（延喜の治）・村上天皇（天暦の治）の「善政」とされるものの多くは寛平の治の政策の延長上に過ぎず、従来延喜年間のこととされている奴婢制度廃止令も寛平年中に出された形跡があるとする説がある。
寛平の治は、王臣家が諸国富豪と直接結びつくことを規制することで権門（有力貴族・寺社）を抑制し、小農民を保護するという律令制への回帰を強く志向したものであり、併せて蔵人所の充実や検非違使庁の権限拡充等天皇直属機関の強化を行うものであったが、後の延喜の治とともに現実の社会制度の変革に適合せず必ずしも成功したとは言えなかった。しかし近年、道真主導による王朝国家体制への転換準備期であったが、時平により道真の政治の記録が抹殺されたため詳細が不明となっていたにすぎないとする意見が出されている。